# خلف (اسم)
خلف هو اسم علم مذكر من أصل عربي، ومعناه هو يطلق على الولد بعامة؛ الولد الصالح الذرية.

## شخصيات تحمل الاسم
- خلف أحمد خلف (لاعب كرة قدم كويتي، 1985 – )
- خلف الأحمر
- خلف الحوسني (لاعب كرة قدم إماراتي، 23 فبراير 1996 – )
- خلف الخميسي (13 أبريل 1983 – )
- خلف السلامة (لاعب كرة قدم كويتي، 25 يوليو 1979 – )
- خلف بن ملاعب الأشهبي
- خلف بن هذال (3 يوليو 1943 – )
- خلف بن هشام
- خلف دميثير (سياسية كويتية، 1952 – )
- خلف علي خلف (كاتب سوري، 10 نوفمبر 1969 – )

## وصلات خارجية
- موسوعة السلطان قابوس لأسماء العرب نسخة محفوظة 5 أبريل 2019 على موقع واي باك مشين.